# Église Saint-Rémi de Condé-sur-Marne
Pour les articles homonymes, voir Église Saint-Rémi et Saint-Rémi.
L'église Saint-Rémi de Condé-sur-Marne, dédiée à Remi de Reims, se trouve à Condé-sur-Marne dans le département de la Marne, en France.

## Histoire
Construite au XIIe siècle sur l'emplacement de la chapelle Saint-Sauveur, l'église Saint-Remy est d'architecture romane.
Elle est classée monument historique depuis le 6 mars 1918, l'année suivant son bombardement.

## Présentation
La particularité de cette église est son clocher datant de la construction de l'église, rare en Europe[réf. nécessaire], il est constitué d'un empilement d'étages de plus en plus étroits. Seul le sommet n'est pas d'époque. 

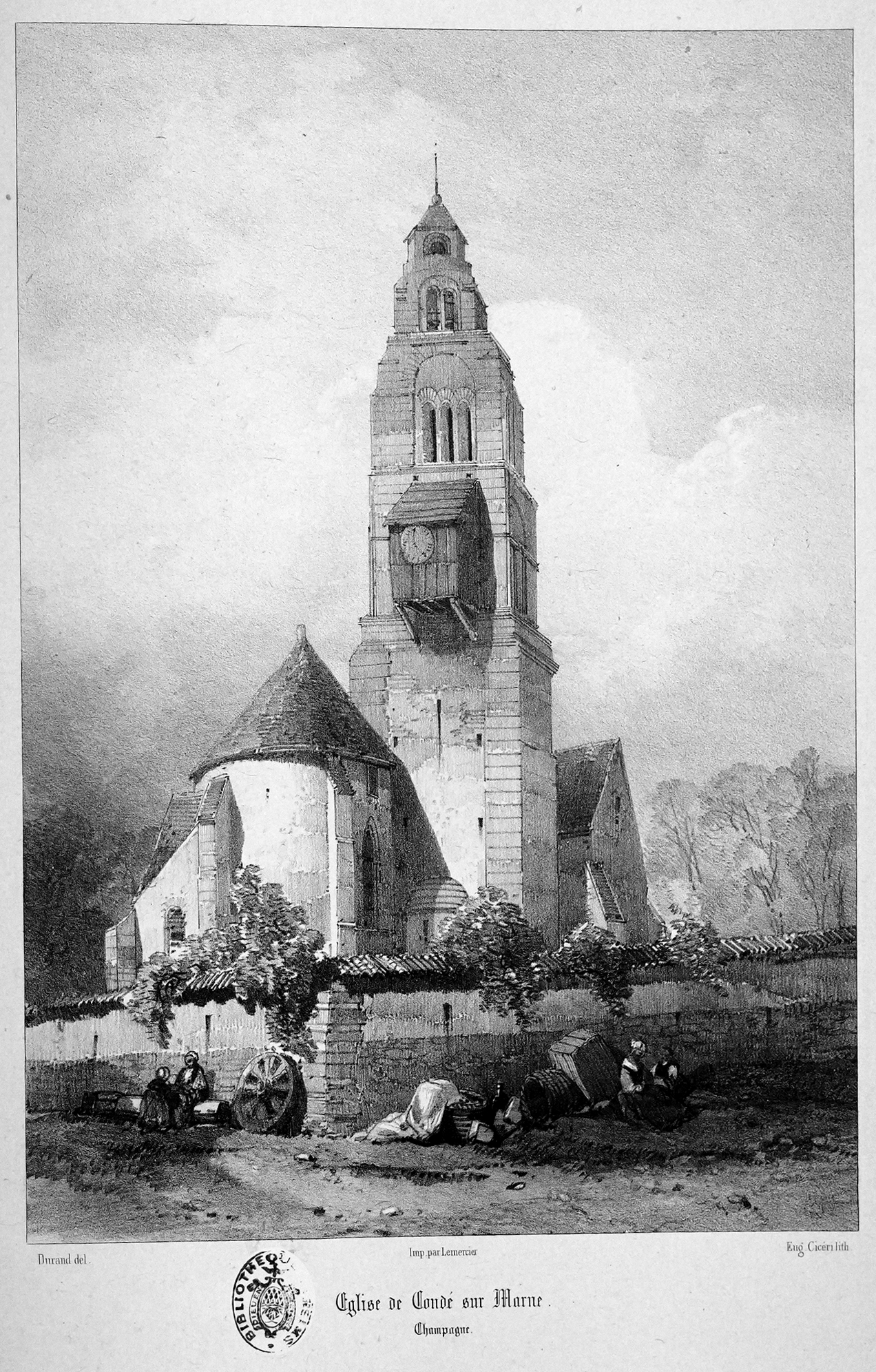
Vers 1857 in Voyages pittoresques et romantiques dans l'ancienne France.

Extérieurement et également du XIIe siècle, se trouve un porche en appentis et un portail sur sa façade occidentale sur laquelle apparaît une tourelle à toit en poivrière. Sur sa façade nord un autre porche à auvent, de style renaissance époque Henri II. Les croissants entrelacés de Diane de Poitiers y sont représentés. Sur le mur gauche, une pierre noire marquée " A la gloire  de J.E.N.S. Mgr. l'évêque de Cydon, chapelain de l'église Saint Sulpice de Brabant", vient de l'église Saint Sauveur du village de Brabant, mitoyen de Condé-sur-Marne et aujourd'hui disparu. Sur le mur droit, on y voit une plaque de reconnaissance à l'abbé Munier, curé de Condé de 1847 à 1866 dont le corps repose face à l'entrée de ce porche, seul curé enterré sur le site de l'église,.
L'intérieur est nu. Pourtant, l'histoire montre une église riche avec ses trois autels (dédiés à la Sainte Vierge, à saint Rémy et saint Nicolas), son orgue et sa chaire à prêcher. La Révolution française a dépossédé l'église d'une partie de ses valeurs puis et surtout les bombardements allemands dans la nuit du 2 au 3 mai 1917 qui détruisirent le toit et tout le mur nord de l'église et qui a fini de faire disparaître tout le mobilier. On peut quand même y retrouver quelques vestiges anciens comme le bas-relief qui se trouve le mur gauche du chœur et d'autres sculptures sur les colonnes.

## Mobilier
Tout le mobilier a été fabriqué par des bénévoles ou récupéré çà et là ou encore provient de dons.
Le chemin de croix et la statue du sacré-cœur ont été offerts par Mlle Almodie Brocart en 1940 avant son décès.
Les fonts baptismaux par immersion ont été offerts dans les années 1980 par un Condéen (mais qui, à ce jour n'ont encore jamais servi).

## Galerie d'images

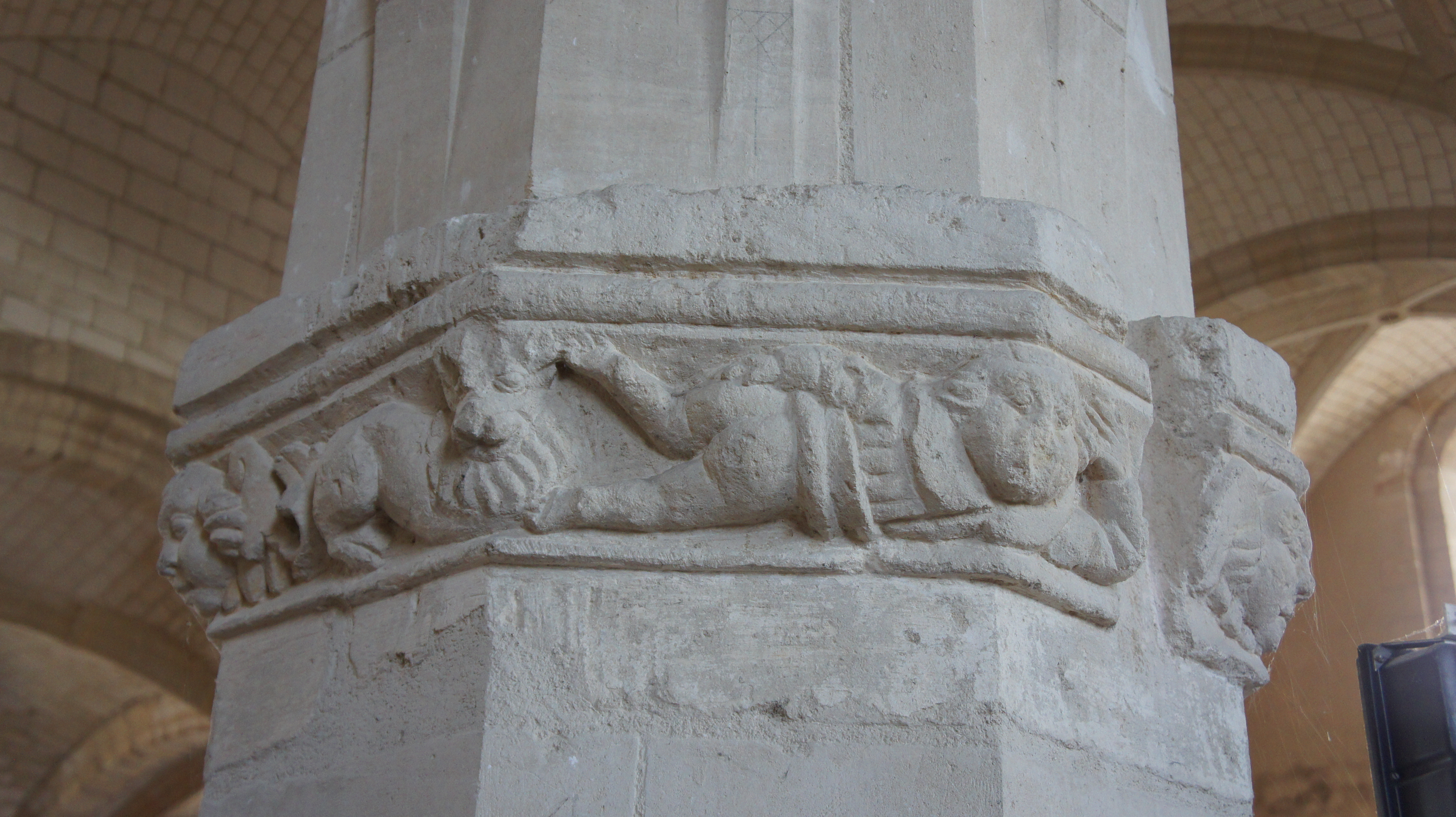
Chapiteau sculpté.
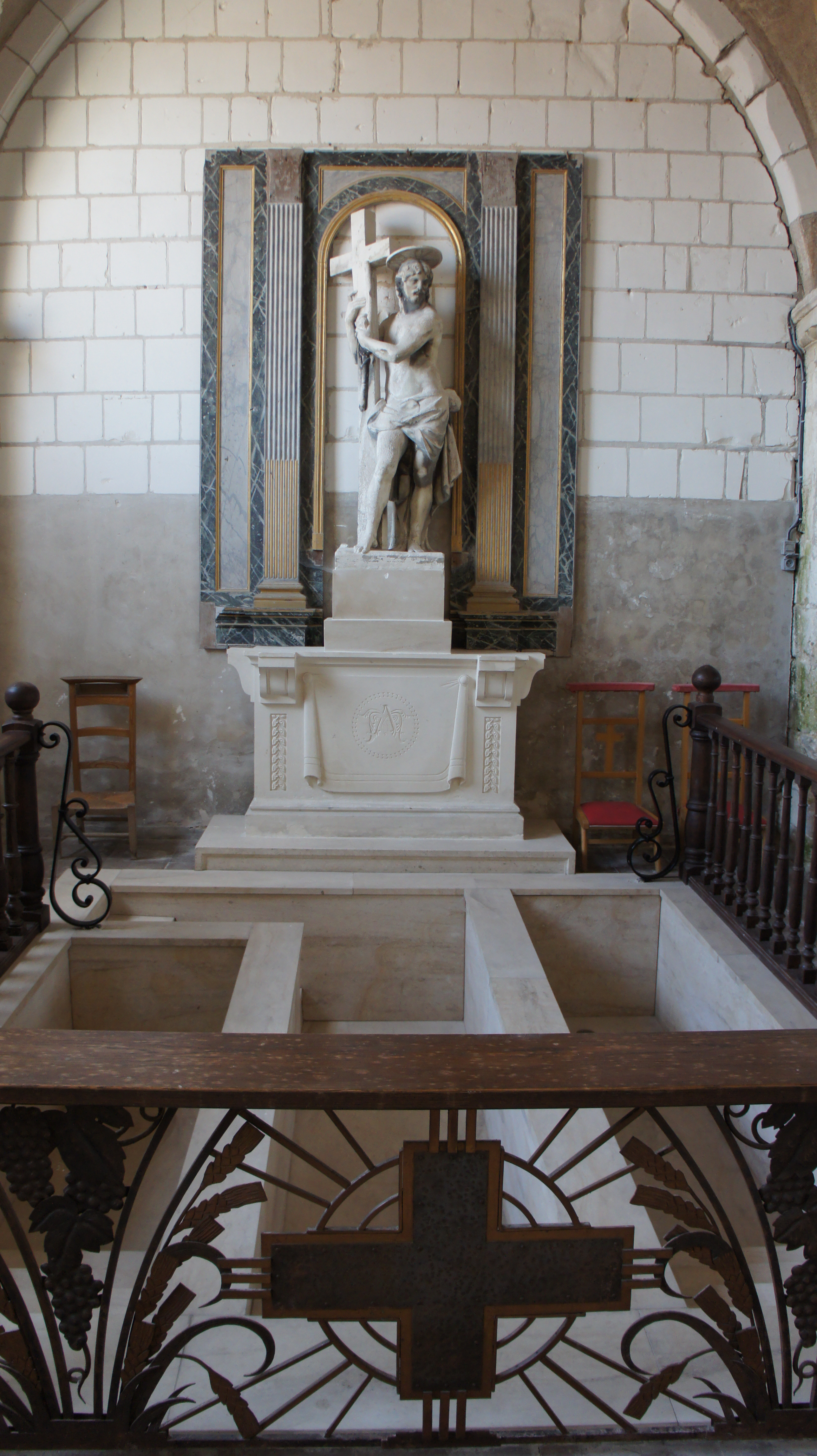
Baptistère.
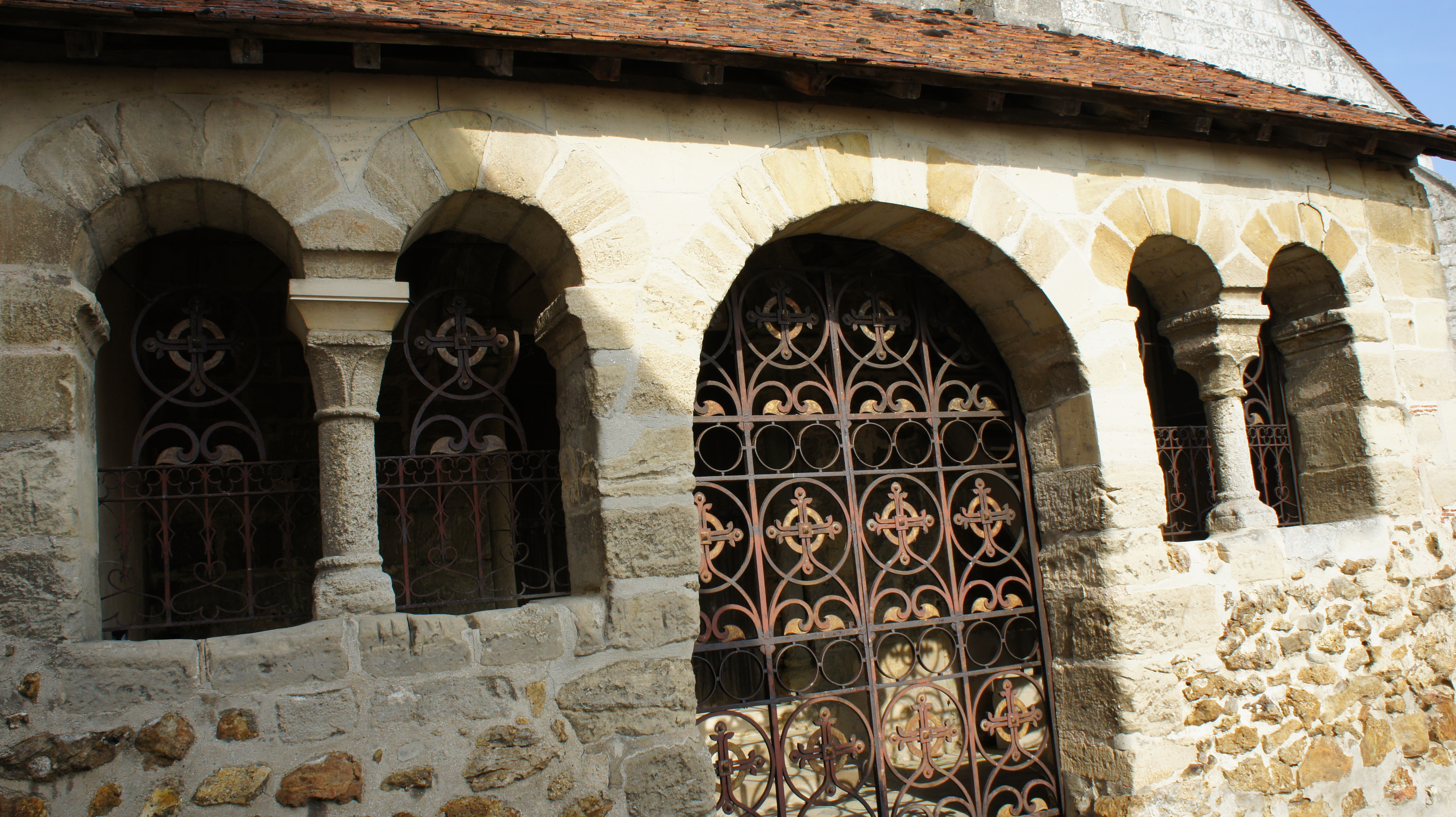
Le porche champenois.
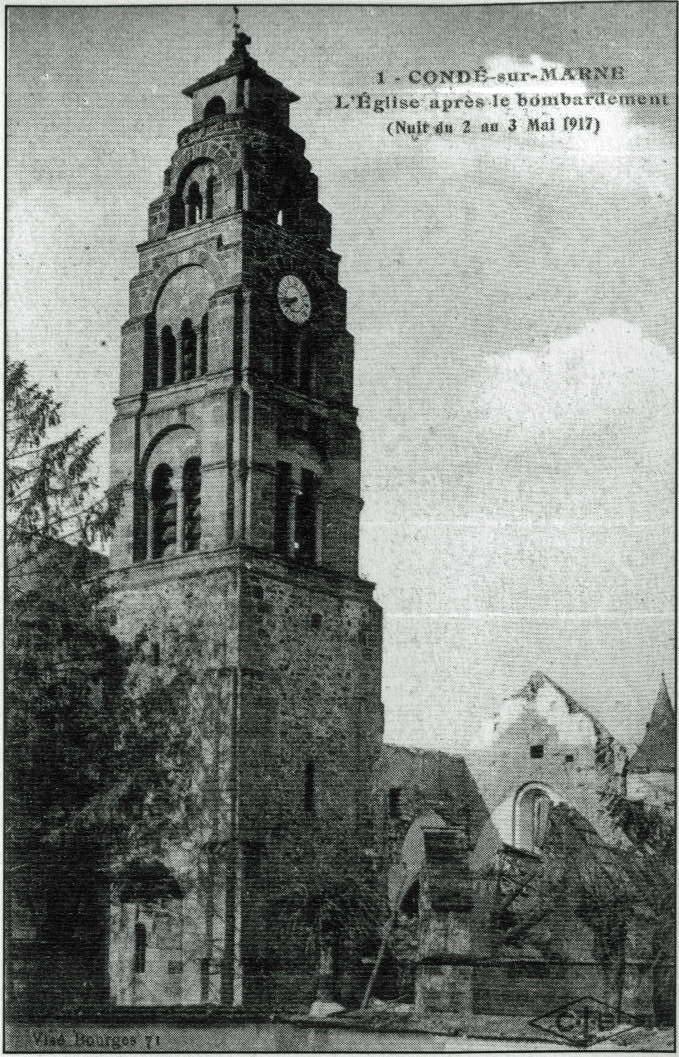
État de l'église en 1917.
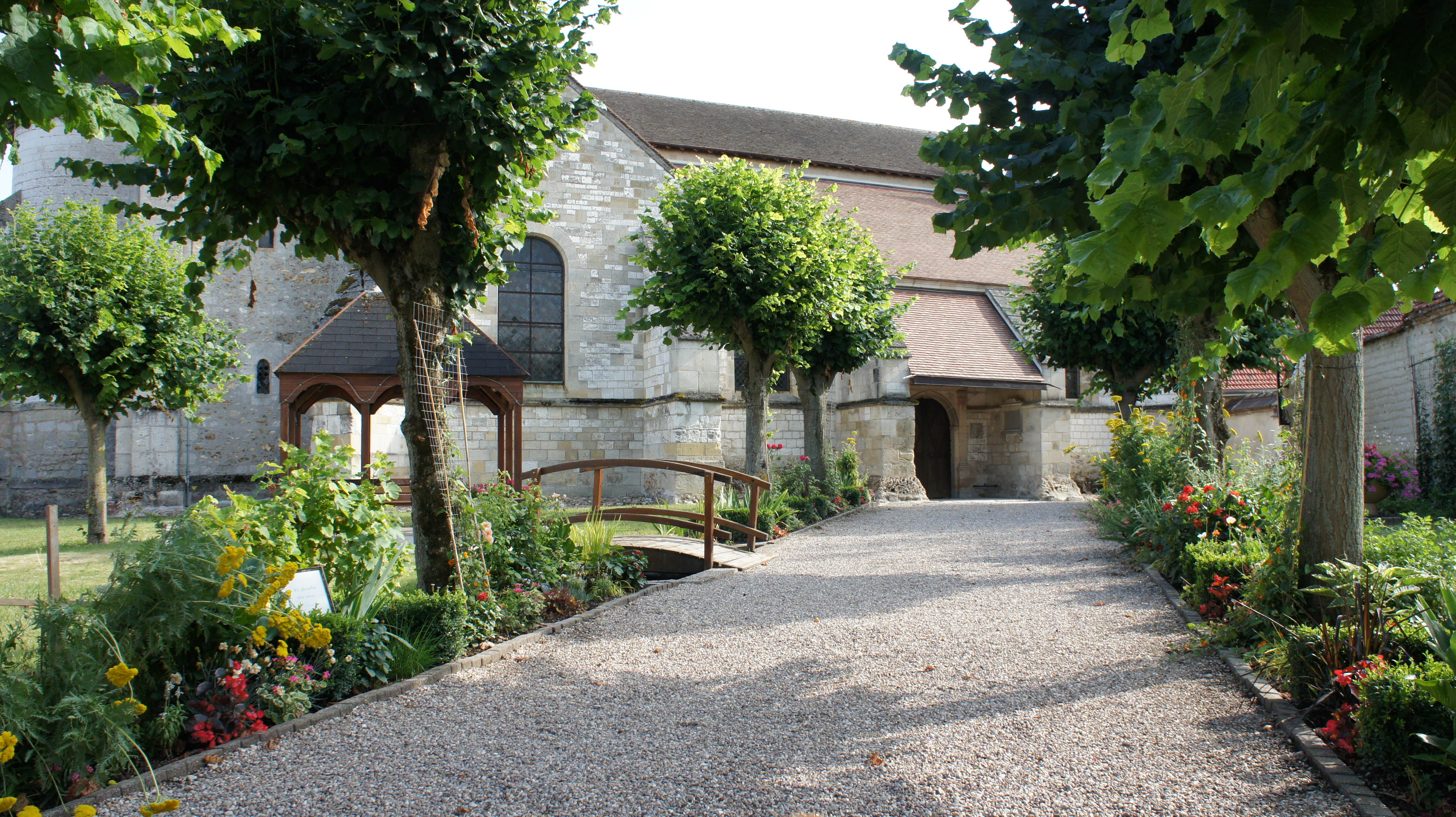
Allée menant au portail.